# التركيب النحتي "الهرم المصري"
التركيب النحتي «الهرم المصري» (بالروسية: Скульптурная композиция "Египетская пирамида") هو تكوين نحتي في مدينة  تاغانروغ  في روسيا التي أنشأها النحات دميتري ليندين على أساس قصة أنطون تشيخوف «كاشتانكا».

## وصف
تم تنفيذ التركيبة النحتية مع تقنية التشكيل في شكل برونزي. كان موضوع النحت هو حلقة من قصة تشيخوف «كاشتانكا» أين الحيوانات قامت برقم سيرك يسمى «الهرم المصري» (هافرونيا إيفانوفنا مثلت بخنزير، إيفان إيفانوفيتش بأوزة، فيدور تيموفيفيتش بقطة وكاشتانكا). تم تركيب التمثال البرونزي على قاعدة من الجرانيت حولها حيث يتم وضع بلاط ملون يرمز إلى ساحة السيرك.
يتواجد التركيب النحتي «الهرم المصري» بالقرب من حديقة غوركي في المدخم له.
تم استخدام لصنع التمثال 150 كيلوغرام من الشمع (قبل صب بالنحاس استعمل الشمع)، 1000 كيلوغرام من خليط التشكيل، 1000 كيلوغرام من البرونز لصنع التركيبة. تعرض التركيب النحتي «الهرم المصري» المصبوبة بالبرونز للنقش والطحن والتلميع. التكلفة الإجمالية لتصنيع وتركيب وتحسين تكوين النحت تبلغ مليون وواحد وستون ألف روبل روسي.